# SunSay
SunSay (СанСей) — український і російський фанк-регі гурт. Переважно російськомовний.

## Історія
Гурт заснував у 2007 році колишній вокаліст «5'nizza» Андрій Запорожець. Початково репертуаром гурту був перероблений матеріал третього невиданого альбому «5'nizz-і».
Перший альбом «Sunsay» було записано 2007 року на петербурзькій студії «Добролёт» під керівництвом Андрія Алякрінского. Із петербурзьких музикантів у записі взяли участь гітарист Вадим Сергієв, трубач Роман Париґін (гурт «Ленинград») та саксофоніст Олексій Канєв. Із московських — Сергій Клевенський.
Другий альбом «Дайвер» було записано на московській студії Большакова, реліз альбому відбувся в березні 2010 року.
П'ятий альбом «V» було створено під час подорожі гурту у 2014 році в Індонезію та записано на імпровізованій студії на острові Балі.

## Учасники
- Андрій Запорожець (вокал) — ексвокаліст гурту 5'nizza, нар. у Харкові
- Сергій Балалаєв (ударні, барабани) — ударник гурту Acoustic Quartet, ексбарабанщик гурту Мертвий Півень, нар. у Харкові
- Роман Кучеренко (бас-гітара), нар. у Харкові
- Тося Чайкіна (бек-вокал та клавішні), нар. у Санкт-Петербурзі [1]
- Денис Харлашин (гітара), нар. у Усть-Ілімську [2]
- Сергій Клєвєнскій (духові), нар. у Москві [3]

### Колишні учасники
- Юхим Чупахін (клавішні) — піаніст (співпрацює із Сергієм Бабкіним та Acoustic Quartet) (2007—2010)
- Григорій Чайка (гітара) — гітарист та вокаліст гуртів Kislorod та 4.А.Й.К.А.) (2006—2008)
- Ігор Фадєєв (бас-гітара) — бас-гітарист (співпрацює із Сергієм Бабкіним) (2007—2008)
- В'ячеслав Семенченко (бітбоксінг, 2007—2008)

## Дискографія
- SunSay (2007)
- Дайвер (2010)
- Легко (2011)
- Благодари (2013)
- V (2014)
- Выше головы (2016)
- X (2017)

## Скандали
13 лютого 2016 року в українських ЗМІ з'явилась інформація про те, що лідер гурту SunSay, Андрій Запорожець, має проросійські погляди. Зокрема, його звинуватили у тому, що він співав на Антимайдані, має симпатії до донбаських сепаратистів та у виступах в окупованому Криму та Росії вже після початку тимчасової анексії Криму Росією 2014 року.
У 2014 році концерт гурту у Києві було скасовано через неможливість приїзду низки членів гурту в Україну: кілька учасників гурту є росіянами, яким заборонено в'їзд в Україну СБУ через їхню антиукраїнську позицію. В інтерв'ю Радіо Аристократи Запорожець підтвердив виступи в тимчасово окупованому Криму та Росії вже після анексії, та заявив, що не збирається припиняти свої виступи у Росії, адже у SunSay в Росії величезна аудиторія, що довго формувалася. Пізніше PR-менеджер гурту Ксенія Шагова заперечила підтримку Андрієм Запорозьким сепаратистів, та заявила, що
|  | Андрій не підтримує сепаратистів, боюся, що він не знає, на який паблік він підписаний. Ймовірно, це паблік, який раніше називався інакше, Андрій на нього підписався, приміром, п'ять років тому. Я абсолютно впевнена, що Андрій неактивний користувач соцмереж. І така інформація… Так, напевно, людям-заздрісникам хотілося б, щоб Андрій підтримував сепаратистів. Але це не так. Я офіційно можу вам підтвердити, що Андрій не підтримує сепаратистів і не знає про існування цього пабліку. Не тому що він там дурний, чи живе в іншому вимірі. Може, через неуважність. |

В українських ЗМІ також з'явилась інформація, що в разі перемоги в українському відборі до «Євробаченні-2016», гурт SunSay може бути не допущений до участі, адже пісня з якою гурт виступив на відборі, порушує регламент конкурсу. До конкурсу не допускаються пісні, що виконувались до 1 вересня попереднього року (тобто 1 вересня 2015 для «Євробаченні-2016»), а як пізніше стало відомо пісня Lovemanifest не є новою, адже її російськомовну версію під назвою Love is the only way гурт виконував ще у 2014 році.
31 січня 2019 року виступив на російському Першому каналі в програмі «Вечірній Ургант» (ведучий Іван Ургант).